# Vogon Variety
Vogon Variety var en klubb i Malmö för folk som gillar synth, gothrock och industrimusik med tillhörande kulturella nyanser. De arrangerade klubbkvällar en gång i månaden, vilka bl.a. kunde innehålla uppträdanden av grupper och artister eller modevisningar med alternativkläder.
Artister som Spetsnaz, VNV Nation, The Legendary Pink Dots, Inkubus Sukkubus, Imaginary Walls, Kindred Spirits har spelat på denna klubb.
Den 8 augusti 2010 meddelade arrangörerna via hemsidan att klubben läggs ner, möjligen för alltid, på grund av lokalbrist.